# Cellule bordante de l'os
Les cellules bordantes de l'os sont les précurseurs des ostéoblastes. La notion de "précurseur" est ici délicate car ces cellules bordantes sont produites par différenciation des ostéoblastes qui deviennent métaboliquement moins actifs. La cellule bordante peut redevenir par la suite un ostéoblaste pour les besoins tissulaires.
Ce sont des cellules aplaties et allongées, au noyau étiré, possédant peu d'organites et reliées entre elles et avec les ostéocytes. Elles se situent sur la surface de l'os, dans des zones non-actives c'est-à-dire ni en formation, ni en résorption. Elles sont pourvues de récepteurs aux facteurs de croissance ce qui permet leur différenciation en ostéoblastes à la suite d'un stimulus.
Les cellules bordantes ont aussi pour rôle d'empêcher l'accès des ostéoclastes hors période de remodelage osseux. 